# Чжан Линьпэн
Чжан Линьпэн (кит. упр. 张琳芃, пиньинь Zhāng Línpéng; 9 мая 1989, Цзинань, провинция Шаньдун) — китайский футболист, защитник клуба «Гуанчжоу Эвергранд» и национальной сборной Китая.

## Карьера

### Клубная
Выступления молодого игрока привлекли внимание скаутов Футбольной Академии Гэньбао, в которую игрок был приглашен в 2001 году. Профессиональную карьеру начал в сезоне 2006 года в команде «Шанхай Теллэйс». Вместе с клубом играл в третьем дивизионе, стал игроком основного состава, а команда уже в следующем сезоне получила повышение в классе. Постепенно стал одним из ключевых игроков, а в сезоне 2009 года помог клубу финишировать четвёртым, лишь в шаге остановившись от попадания в Суперлигу. Выступления за клуб привлекли внимание тренеров национальной сборной и Чжан получил вызов в первую сборную. После удачных выступлений за сборную, в ноябре 2010 года игрок перешёл в клуб Суперлиги «Гуанчжоу Эвергранд», сумма отступных составила 12 млн. юаней. В составе «Гуанчжоу» дебютировал 2 апреля 2011 года в матче против «Далянь Шидэ», а клуб одержал победу со счётом 1-0. Выступал в основе команды и впервые в карьере стал чемпионом Китая в 2011, а затем и в 2012 году. С сезона 2012 года выступает на позиции крайнего правого защитника.

### Международная
Чжан Линьпэн прошёл все уровни национальных сборных Китая, начав выступления в сборной не старше 20 лет на Кубке АФК 2008 года для юношей не старше 19 лет, где он был капитаном команды, а сборная дошла до стадии четвертьфиналов. Затем игрок был приглашен в сборную до 23 лет, выступал на Восточноазиатских играх 2009 года, где сборная Китая не вышла из группы. Несмотря на неудачи команды, выступления Чжан Линьпэна были признаны на уровне первой сборной. Тренер сборной Гао Хунбо неожиданно вызвал игрока в национальную команду, хотя игрок выступал за клуб второго дивизиона. 30 декабря 2009 года Чжан удачно дебютировал в матче со сборной Иордании и в этом же матче отличился, а игра закончилась вничью 2-2. Чжан вызывался в сборную для участия в чемпионате Восточной Азии по футболу 2010 года, где игрок смог проявить себя с хорошей стороны, а сборная Китая выиграла турнир. Впоследствии выступал в квалификации и основном турнире Кубка Азии 2011 года.

#### Голы на международной арене
В списке результатов голы Китая представлены первыми.
| № | Дата            | Место          | Соперник | Счёт | Итог | Соревнование                   |
| - | --------------- | -------------- | -------- | ---- | ---- | ------------------------------ |
| 1 | 30 декабря 2009 | Иу, КНР        | Иордания | 1–0  | 2–2  | Товарищеский матч              |
| 2 | 14 января 2010  | Ханой, Вьетнам | Вьетнам  | 2–0  | 2–1  | Квалификация к Кубку Азии 2011 |
| 3 | 8 октября 2010  | Куньмин, КНР   | Сирия    | 2–0  | 2–1  | Товарищеский матч              |
| 4 | 8 января 2011   | Доха, Катар    | Кувейт   | 1–0  | 2–0  | Кубок Азии по футболу 2011     |

## Достижения

### Индивидуальные
- Сборная Китайской Суперлиги : (2), 2013, 2014

### Клубные
«Шанхай Теллэйс» :
- Победитель второй лиги : 2007

 «Гуанчжоу Эвергранд» :
- Чемпион Китая(5): 2011, 2012, 2013, 2014, 2015
- Обладатель Кубка Китая (1): 2012
- Обладатель Суперкубка Китая (2): 2012, 2016
- Лига чемпионов АФК (2): 2013, 2015

### Международные
Китай :
- Победитель чемпионата Восточной Азии по футболу : (1), 2010